# ラムリーバーガー
ラムリー・ビン・モクニが所有するラムリー食品株式会社が事業として提供するラムリーバーガー（Ramly Burger）は、マレーシアで人気の食品の1つである。ラムリーバーガーの商品は、道端の屋台や一部のレストランで簡単に入手できる。このフランチャイズは 2023 年までに東南アジアおよび南アジア地域のさまざまな国で展開されている。インドネシアでは、ラムリーバーガーは、バタム、ドゥマイ、プカンバル、ロカン フルなど、スマトラ島のいくつかの都市で人気のハンバーガーブランドになっている。

## 歴史
Dahulu kata orang, tak ada Melayu makan hamburger（初めは、ハンバーガーなんて食べるマレー人はいない、と人に言われた）—ハジ・ラムリー・ビン・モクニ

### ビジネスを始めるまで
ダト・ハジ・ラムリーは兄の一人とともに、ペラ州パリット・ブンタールのタンジュン・ピアンダンからスランゴール州スキンチャンに移住した。彼は医師になるという夢を持っていたが、都会に来たとき、幼い頃からの夢を心の奥底に押し込めなければならなかった。両親には彼を大学に進学させるだけの経済的能力がなかったためである。ラムリーはビジネスを始める前はクアラルンプールで肉屋として働いていた。 彼はハジャ・ダティン・シャラ・スィア・ビンティ・アブドゥル・マナプと結婚するまで、食肉加工場で働いていたが、その後まもなく夫妻はその仕事を辞めて、カンポン・バルのハジ・フセイン通りのアパートに引っ越した。
彼は、初期資本約2,000リンギットでドイツ料理の 1つであるハンバーガーの小さなスタンドを自宅の近くにオープンすることからビジネスキャリアをスタートした。料理のビジネス、ましてや当時マレー人の口にはなじみのなかった料理のビジネスを始めるという彼の決断には理由がないわけではなかった。 1978年、マレーシアでは、ほとんどのスーパーマーケット向けに加工されたハンバーガーのパティの原材料や食用油に関するハラールとハラムの問題が大騒ぎを呼んでいた。 一部のスーパーは非イスラーム教徒が所有しており、ハラールであるか否かの真偽が定かではなかった。
ラムリーバーガーは1979年に公式ブランドフランチャイズとして設立され、ハラールで清潔で高品質な商品を広めることを目指す。スタンドがフランチャイズになった数年でラムリーバーガーはすでに特別な加工設備や機械を使わずに1日に200個のパティとバンズを生産することができていた。パティとハンバーガーのバンズを作る際に彼を助けたのは妻と数人の従業員だけだった。

### 初の工場建設
設立初期におけるこのフランチャイズの最大の課題は、人民信託評議会（MARA）といくつかの銀行がラムリーバーガーからの融資申請を拒否したことだった。特に1978年の事件以降、ハンバーガーはとりわけマレー人には悪い評判を持たれていたため、取引される商品が利益を生むという確信が得られなかったのである。
ラムリーバーガーは諦めず他の商品に切り替えたものの、パティとハンバーガーバンズの生産量を1日2,000～3,000個まで増やした。 同フランチャイズは、カンポン・バル、チョーキット、トゥンク・アブドゥル・ラハマン通りとラジャ・ラウット通り周辺に新しいスタンドをオープンした。 マレーシア開発銀行は、同フランチャイズの可能性に最初に気づいた出資者であり、ダト・ラムリーの熱意と労働精神に驚愕した。
マレーシア開発銀行は同フランチャイズブランドにパートナーシップを提案し、その後1982年にベストプロジェクト賞を授与した。最初の授与の後、マレーシアHSBC銀行がビジネスパートナーシップを申し出て、ラムリーバーガーはより大きくなり、特にクアラルンプールとその周辺地域の大衆の間で人気が高まった。同社はより大規模で組織化された生産方法が必要となり、マレーシア開発銀行から2度目の賞である顧客開発の賞を授与されると同時に、1984年、バンダル・トゥン・ラザクに1日10,000 個のバンズとパティが生産可能な最初の工場を開設した。

### 国内での展開
現在、ラムリーバーガーには数百人の従業員と何人かの忠実なスタッフがおり、生産も拡大している。ラムリーバーガーのレストランやスタンドは、スランゴール州やイポーなどの大都市にも広がり始めた。 同時期には、マクドナルドというより大規模な投資家からの支援を得た新しいハンバーガーブランドが競争相手として現れ、クアラルンプールのブキッ・ビンタン通りに最初の店舗をオープンした。現在に至るまで、マクドナルドはラムリーバーガーの最も強力な競争相手である。
ラムリーバーガーは、後に最も特別な商品の一つとなる、オーストリアのソーセージであるフランクフルターを新商品として確立し始めた。同フランチャイズはチキン・ナゲット、フライドチキン、シーフードなどの他の冷凍食品も製造し始めた。1992年に彼らの古くからのビジネスパートナーであるマレーシア開発銀行はラムリーバーガーに成功企業家の賞を授与した。
その後、同社はクアラルンプールのムキム・バトゥにあるIKS工業団地に新しい加工工場を建設した。同フランチャイズは会社を分け、主たる会社はダト・ハジ・ラムリー・モクニとされたが、後にラムリー・モクニ・ホールディングスに社名を変更した。分社のラムリー食品加工株式会社は、食品、特に肉加工品の監督を行う。ラムリー・マーケティング株式会社はマーケティングに責任を負う。ラムリー・スーパーマート株式会社はラムリーの商品を販売するコンビニエンスストアのチェーンを管轄し、ラムリー・モクニ・ベーカリー株式会社はフランチャイズ向けのバンズを製造する。現在、従業員数は1,000名近くとなっている。

### 東南アジア市場
ラムリー・ブランドの商品は現在、マレーシアや東南アジア一帯の市場で卓越した存在となっている。同フランチャイズは、市場を世界に拡大する計画を持っている。

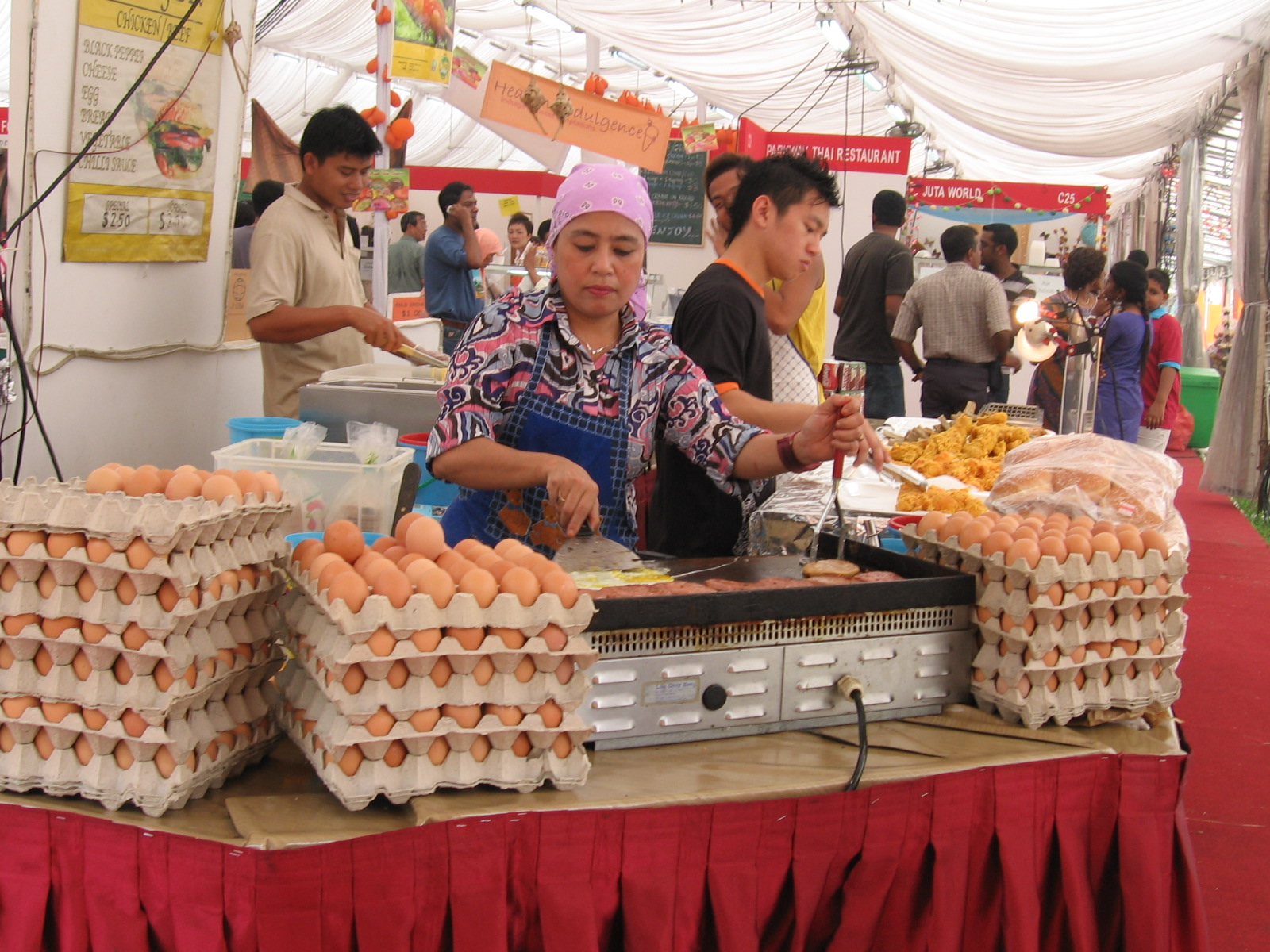
シンガポールにあるラムリーバーガーの屋台

## 流通
120人以上の投資家がラムリー商品を販売するための子会社として登録している。これらの投資家は全員、ラムリー・モクニ株式会社の傘下にある。このマーケティング会社は、クアラルンプールのチュラスにあるデサ・トゥン・ラザク地区に本社を置く。同社は、品質と鮮度が保証された商品を確実に流通・配送する、顧客のための販売サービスを目的として設立された。冷凍コンテナなどの車両も使用されている。
ラムリーの商品が市場で容易に入手できるようにすることを目的としたラムリーの子会社が、クアラルンプールのラジャ・ボット小道（ラジャ・アラン通り入ル）に設立された。この子会社は ラムリー・スーパーマーケット株式会社として知られ、24時間営業である。この子会社の設立は、ラムリーと行商人、そして一般の人々の間で小売店とレストランのサービスを確実に実施できるようにすることを目的とする。

## 品質管理
ラムリーは微生物研究所の設立したが、それは商品の品質管理を目的としたものである。この研究所を設立した目的は、製品が純粋で（原材料の選択から最終製品に至るまで）安全に食べられることを保証することである。また、この研究所は研究や商品開発の場としての機能も持つ。ラムリー微生物研究所にはハイテク機器が完備されている。

## 製造
ラムリーでは、商品の鮮度、美味しさ、品質を確保するために商品の研究開発を行っている。商品を見た目にも楽しんでもらえるよう、魅力的なパッケージの検討を行っている。ラムリーが技術的専門知識を導入するのは、消費者やラムリーのファンたちの好みに確実に応えられるような肉や海産物を届けるためである。技術的専門知識により、製品の生産能力も保証される。

## 商品
ラムリー食品加工は、ラムリーブランドの牛肉、鶏肉およびシーフードをベースにした食品の製造業界でよく知られる。同フランチャイズでは、ハンバーガーの他に、チキン・ナゲット、フランクフルター、ドラメット（手羽元）などのファストフードも販売している。これらのメニューは特に人気がある。

### ハンバーガー

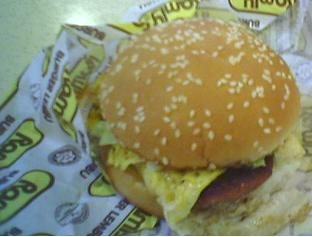
スペシャルビーフステーキラムリーバーガー

ハンバーガー（ビーフバーガー）は同社の主力商品である。 

#### 調理のコツ
ラムリーの特製ビーフバーガーを調理するのはそれほど難しくなく、必要なのは、中華鍋または鉄板、ビーフバーガープレス、コンロ、調理用ガス、バーガー用のバンズ、そしてバーガー用の肉だけである。具に必要なのはキュウリとキャベツである。調味料としては普通、ウスターソースが用いられ、マレーシア人の間では「バーガー醤油」（マレー語: kicap burger [キチャッ(プ) ブグ]）とも呼ばれる。追加のソースとしては、マヨネーズ、マギーソース、ケチャップ、チリソース、バーベキューソースなどが使われる。

### フランクフルター
ラムリーバーガーでは、ソーセージ製品をオーストリアドイツ語のフランクフルター・ヴュルストヒェンから取った独自の呼び方「フランクフルター」で呼んでいる。